# Calycobolus parviflorus
Calycobolus parviflorus là một loài thực vật có hoa trong họ Bìm bìm. Loài này được (Mangenot) Heine mô tả khoa học đầu tiên năm 1963.